# 오산항 (양양군)
오산항은 강원특별자치도 양양군 손양면 오산리에 있는 어항이다. 2007년 3월 22일 어촌정주어항으로 지정되었다. 시설관리자는 양양군수이다.

## 어항 구역
- 수역: 본 방파제 기점 북측지점(X:509,842.590 Y:170,644.141)에서 정동방향으로 250m 이동한 점(X:509,842.590 Y:170,894.141)과 이 점에서 정남방향으로 200m 이동한 점(X:509,642,590 Y:170,894.141), 이 점에서 정서방향으로 육지부를 연결한 선(X:509,642.590 Y:170,666.101)을 따라 형성된 공유수면(54,367m2)[1]
- 육역: 양양군 손양면 오산리 1-1 외 7필지(7,393m2)[2] (상세내역 생략)

## 개발 계획
2010년 10월 7일 양양군이 고시한 개발계획은 다음과 같다.
- 방파제 270m, 방사제 130m, 물양장 30m, 호안 75m, 준설 1식, 기능시설 1식, 복지관광시설 1식[1]